# Alfred Dreyfus
Alfred Dreyfus (n. 9 octombrie 1859 – d. 12 iulie 1935) a fost un ofițer francez de origine evreiască, condamnat pe nedrept în anul 1894 pentru trădare de țară, la deportare pe viață, din pricina unor documente care s-au dovedit false, și care erau menite să-l acopere pe adevăratul vinovat, maiorul Ferdinand Walsin Esterhazy⁠(fr)[traduceți]. În epocă, cazul a fost un scandal major, denumit afacerea Dreyfus.
Convins de nevinovăția lui Dreyfus, scriitorul Emile Zola a publicat pe 13 ianuarie 1898, pe prima pagină a ziarului L'Aurore, un articol intitulat: J'accuse, adresat președintelui Republicii, Félix Faure, în care ataca cu asprime conducerea țării și așa numita afacere Dreyfus, fapt ce a condus la confruntări aprinse și la o reînviere a antisemitismului.
Dreyfus a fost condamnat la 22 decembrie 1895 la degradare militară — sentință adusă la îndeplinire la 5 ianuarie 1896 în curtea Școlii militare din Paris — și la deportare pentru muncă forțată în Ile du Diable (Insula Diavolului), iar în anul 1899, cu ocazia rejudecării procesului, la 10 ani de închisoare, fiind grațiat la 19 septembrie 1899 de președintele Émile Loubet și reabilitat abia la 12 iulie 1906.